# Асен Дацев
Асен Борисов Дацев е български физик, работил в областта на обосновката на квантовата механика и класическата топлопроводност.

## Биография
Асен Дацев е роден в разградското село Каменар на 14 февруари 1911 г. Изучава теоретична физика при проф. Георги Манев в Софийския университет „Св. Климент Охридски“ (1929 – 1933). Специализира при Луи дьо Бройл в Сорбоната в Париж (1934 – 1938), където защитава докторат през 1938 г. на тема „Потенциални бариери и решения на уравнението на Шрьодингер“.
Съветник в посолството на България в Москва (1946 – 1947).
Асен Дацев чете лекции по теоретична физика във Физико-математическия факултет на Софийския университет в продължение на около 40 години. Разработва метод за решаване на уравнението за разпределение на топлината в нееднородни твърди тела при произволни начални и гранични условия и метод за решаване на Задачата на Стефан.
На 2 септември 1969 г. е обявен за почетен гражданин на Разград по повод 25-тата годишнина от Деветосептемврийския преврат през 1944 г.
Умира на 12 февруари 1994 г. в София.

## Научна кариера
- асистент по физика (1939 – 1944)
- професор (1950)
- член-кореспондент на Българска академия на науките (БАН) (1952)[2]
- декан на Физико-математическия факултет (1950 – 1955)
- ръководител на Катедрата по теоретична физика в Софийския университет
- академик (1961)
- ръководител секция „Квантова механика и твърдо тяло“ в Института по физика на твърдото тяло при БАН (1962 – 1977)
- секретар на Отделението за математически и физически науки при БАН (1962 – 1968)

## Награди
Асен Дацев е носител на Димитровска награда.

## Трудове
- А. Дацев, „Върху разпространението на вълните“, Годишник на СУ ФМФ 1943 – 1944, т. 40 (1944) кн. 1, с. 173 – 259
- А. Дацев, „Квантово тълкуване на някои резултати от класическата механика“, Годишник на СУ ФМФ 1939 – 1940, т. 36 (1940), кн. 1, с. 201 – 218
- А. Дацев, Върху проблема за разпространението на топлината в твърди тела, Париж, изд. Готие-Вилар (1963) (на френски език)
- А. Дацев, Квантова механика и физическа реалност, І изд., София, изд. БАН (1969) (на френски език); ІІ изд. София, изд. БАН (1979) (български език)
- А. Дацев, Върху линейния проблем на Стефан, Париж, Готие-Вилар (1970) (на френски език)
- А. Дацев, Квантова механика, І изд. (1963), ІІ изд. 1973
- А. Дацев, „Революционните идеи на Коперник и общата теория на относителността“, сп. Философска мисъл (1974) кн. 2, с. 58 – 63